# Hu Jia (aktivist)
Hu Jia (kinesiska: 胡佳?, pinyin: Hú Jiā), född 25 juli 1973 i Peking, är en kinesisk aktivist och dissident. Hans arbete har inriktats på den kinesiska demokratirörelsen, miljörörelsen och i arbetet för hiv-smittades rättigheter.
Hu konverterade till den tibetanska buddhismen i samband med demonstrationerna på Himmelska fridens torg 1989. Han började engagera sig politiskt kring 1990 och arbetade i en NGO som kämpade för att rädda den tibetanska antilopen. 1996 tog han examen i ekonomi vid nuvarande Capital University of Economics and Business.
I början på 2000-talet engagerade han sig för HIV-smittades rättigheter i Henan tillsammans författaren Wang Lixiong och aktivisten Wan Yanhai.
2007 satt Hu Jia och hans fru Zeng Jinyan i husarrest, vilket de dokumenterade i en videodokumentär Fångar i Frihetsbyn.
Den 27 november 2007 häktade den kinesiska polisen Hu sedan han försvarat en grupp bönder som protesterat mot landkonfiskeringar. Den 3 april 2008 dömdes han till tre och ett halvt års fängelse för att ha ägnat sig åt omstörtande verksamhet.
Hu och hans fru har tilldelats en rad utmärkelser. 2007 gav den franska avdelningen av Reportrar utan gränser dem ett pris för deras aktivism. Den 21 april 2008 blev Hu hedersmedborgare i Paris. Hu Jia var nominerad till Nobels fredspris 2008, men fick inte priset.
Den 23 oktober 2008 förklarade Europaparlamentet att Hu tilldelats Sacharovpriset för tankefrihet.